# Fatma Sultan (figlia di Ahmed I)
Fatma Sultan (turco ottomano: فاطمه سلطان, lett. "colei che si astiene"; Costantinopoli, 1606 – Costantinopoli, 1670) è stata una principessa ottomana, figlia del Sultano Ahmed I e della sua favorita Kösem Sultan. È particolarmente nota per i suoi molti matrimoni politici.

## Origini
Fatma Sultan nacque nel 1606 o 1607 a Costantinopoli, nel Palazzo Topkapi.
Suo padre era il sultano ottomano Ahmed I, sua madre la Haseki Kösem Sultan. Aveva numerosi fratelli e sorelle, sia di sangue che paterni.
Nel 1617 suo padre morì e lei, con le sue sorelle, dovette seguire sua madre in esilio a Palazzo Vecchio. Poté rientrare a corte nel 1623, quando suo fratello minore, Murad IV, di appena undici anni, divenne sultano, con Kösem Sultan come reggente. 

## Matrimoni
Fatma è particolarmente nota per i suoi sette matrimoni, contratti fra l'età di diciassette e sessantuno anni:
- Nel 1623 sposò Kara Mustafa Pasha[3], governatore dell'Egitto. Rimase vedova nel 1628, quando Murad IV giustiziò Mustafa per "azioni contrarie alla Legge di Allah"[4].
- Nel 1629 sposò Sarrac Çatalcalı Hasan Pasha. Rimase vedova prima del 1633, ma ebbe un figlio da lui[3].
- All'inizio del 1633 o prima sposò Canbuladzade Mustafa Pasha. Da questo matrimonio ebbe due figli. Rimase vedova nel 1636, quando Murad IV giustiziò suo marito[3].
- In data sconosciuta sposò Koca Yusuf Pasha. Rimase vedova prima del 1662[5].
- Nel 1662 sposò Melek Ahmed Pasha, vedovo di sua nipote Kaya Sultan (figlia di Murad IV). Il matrimonio, combinato contro la volontà di entrambi, fu infelice quanto quello con Kaya fu felice, a tal punto che lo sposo accusò il Gran Visir Mehmet Köprülü di averlo organizzato come punizione, al cui lui rispose dicendo che Fatma era "un elefante da sfamare". La prima notte di nozze, Fatma pretese dal marito un fondo esorbitante per le sue spese e quelle della sua corte. Al rifiuto di lui, gli rispose che allora non le restava altra scelta che divorziare e chiese di riavere la sua dote, equivalente a un anno di tasse della provincia d'Egitto. Melek dovette quindi cedere[6]. Fatma rimase vedova quello stesso anno, e pretese di mantenere il palazzo come indennizzo, cosa che il Gran Visir fu costretto a concederle[7].
- Nel 1663 sposò Vezir Kanbur Mustafa Pasha, Beylerbey di Baghdad. Rimase vedova nel 1666[8].
- Il 5 settembre 1667 sposò il visir Közbekçi Yusuf, Beylerbey di Silistra. Fu l'ultimo matrimonio di Fatma, che morì nel 1670[8].

## Esilio
Nel 1640 Murad IV, fratello di Fatma, morì senza eredi il suo ultimo fratello vivente, Ibrahim, mentalmente instabile, salì al trono. Il suo stipendio all'epoca era di 400 aspri giornalieri.
Nel 1647 Ibrahim decise di sposare legalmente la sua ottava Haseki, Hümaşah Sultan. Fatma, insieme alle sorelle Ayşe Sultan e Hanzade Sultan e alla nipote Kaya Sultan (figlia di Murad IV) dovette subire l'umiliazione di servire la sposa come ancella, restando in piedi e in silenzio dietro di lei, reggendole la brocca, il sapone, il catino e la salvietta. Malgrado ciò, Ibrahim non fu soddisfatto e, con l'accusa di aver mancato di rispetto alla nuova moglie, le esiliò a Edirne, confiscando loro terre e gioielli per donarli a Hümaşah.
Fatma rientrò con le altre a Costantinopoli l'anno seguente, quando Ibrahim fu deposto e giustiziato e suo figlio di sei anni, Mehmed IV, salì al trono, prima sotto la reggenza di Kösem Sultan, nonna del nuovo sultano e madre di Fatma, e poi di Turhan Sultan, sua stessa madre.

## Discendenza
Dal secondo matrimonio, Fatma Sultan ebbe un figlio:
- Sultanzade Hasan Bey (1629/1630 - ?). Morì nell'infanzia.

Dal terzo matrimonio, Fatma Sultan ebbe due figli: 
- Sultanzade Canbuladzade Hüseyn Pasha (1633 - 16 febbraio 1680). Governatore di Buda e de Il Cairo. Fu il terzo e ultimo marito di sua cugina Ayşe Sultan, figlia del sultano Ibrahim I.
- Sultanzade Canbuladzade Süleyman Bey. (1635 - dopo il 1665).

## Morte
Fatma Sultan morì nel 1670, a Costantinopoli o a Silistra. Venne sepolta a Costantinopoli, nella türbe (mausoleo) di Ahmed I, nella Moschea Blu, fatta costruire proprio da suo padre. 

## Beneficenza
Fatma Sultan costruì un Sadirvan nel cortile della Moschea di Kara Ahmet Pascià, nei confini di Palazzo Topkapı. 

## Cultura popolare
Nella serie TV storica turca Il secolo magnifico: Kösem Fatma Sultan è interpretata dall'attrice turca Balim Gaye Bayrak.